# Los Angeles de Cuyo
Los Angeles es un barrio rural  del municipio filipino de quinta categoría de Magsaysay perteneciente a la provincia  de Paragua en Mimaro,  Región IV-B.

## Geografía
Este barrio se encuentra en situado la isla de Gran Cuyo situada  en el mar de Joló en las  Islas de Cuyos, archipiélago formado por  cerca de 45 islas situadas al noreste de la isla  de Paragua (Puerto Princesa), al sur de Mindoro (San José) y al oeste de la de  Panay (Iloílo).
Este barrio  ocupa la parte septentrional de la isla lindando al norte con  la bahía de Rizal, al sur con el barrio de Igabas; al este  con el barrio de sede del municipio Danaguán (Danawan) y al oeste con el municipio vecino de Cuyo, barrios de Maringián.

### Demografía
El barrio de Los Angeles contaba  en mayo de 2010 con una población de 965  habitantes, siendo el segundo  barrio más poblado de su municipio.